# Gävlingsgrunden
Gävlingsgrunden är öar i Finland. De ligger i Skärgårdshavet och i kommunen Kimitoön i landskapet Egentliga Finland, i den sydvästra delen av landet. Öarna ligger omkring 42 kilometer söder om Åbo och omkring 140 kilometer väster om Helsingfors.
Arean för den av öarna koordinaterna pekar på är 0,3 hektar och dess största längd är 110 meter i nord-sydlig riktning. I omgivningarna runt Gävlingsgrunden växer i huvudsak blandskog. Runt Gävlingsgrunden är det glesbefolkat, med 14 invånare per kvadratkilometer. Närmaste större samhälle är Dragsfjärd, 7,0 km öster om Gävlingsgrunden.